# مردان در پرستاری

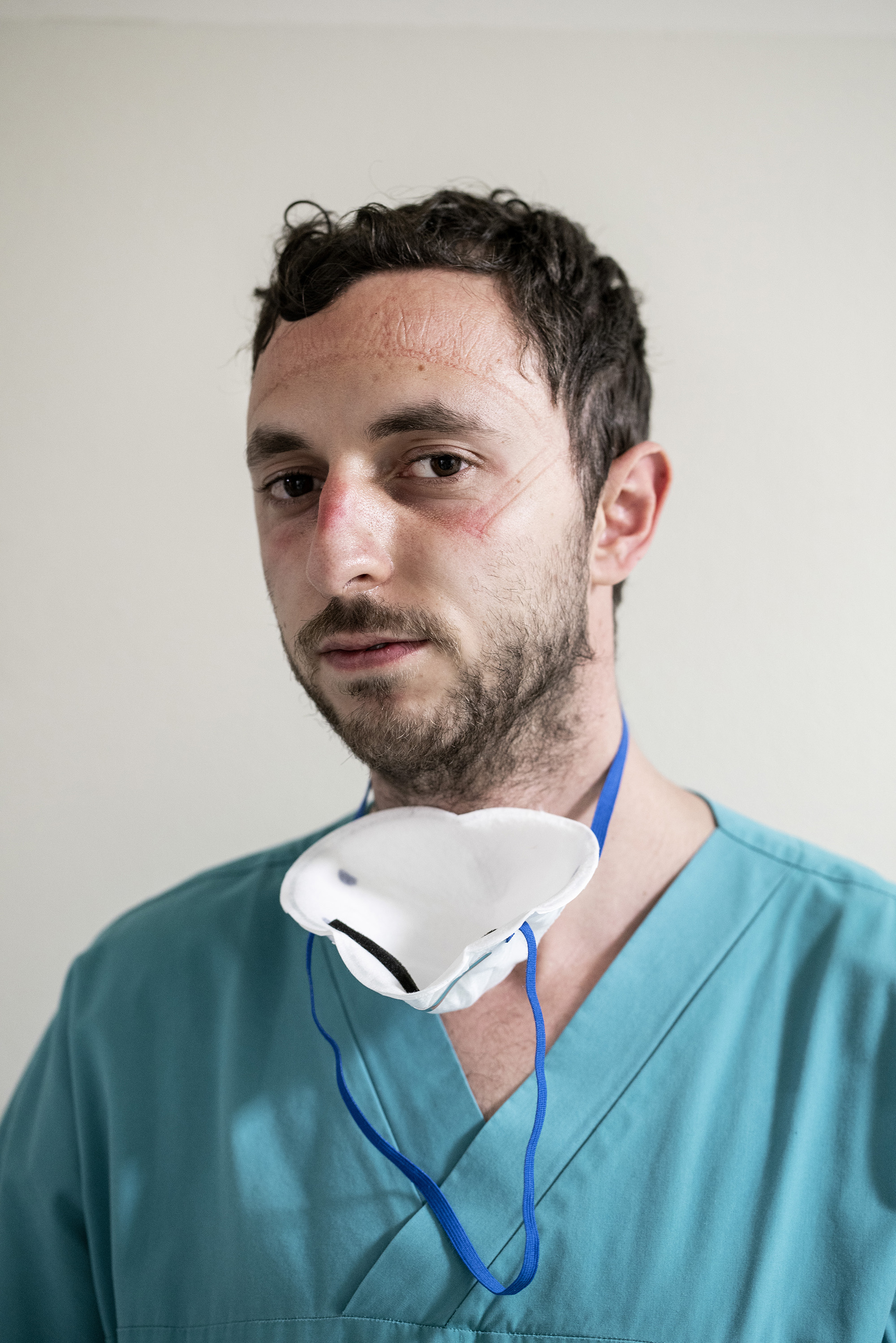
پرستار متخصص بیهوشی بیمارستان سان سالواتوره در پزارو، ایتالیا در دنیاگیری کروناویروس

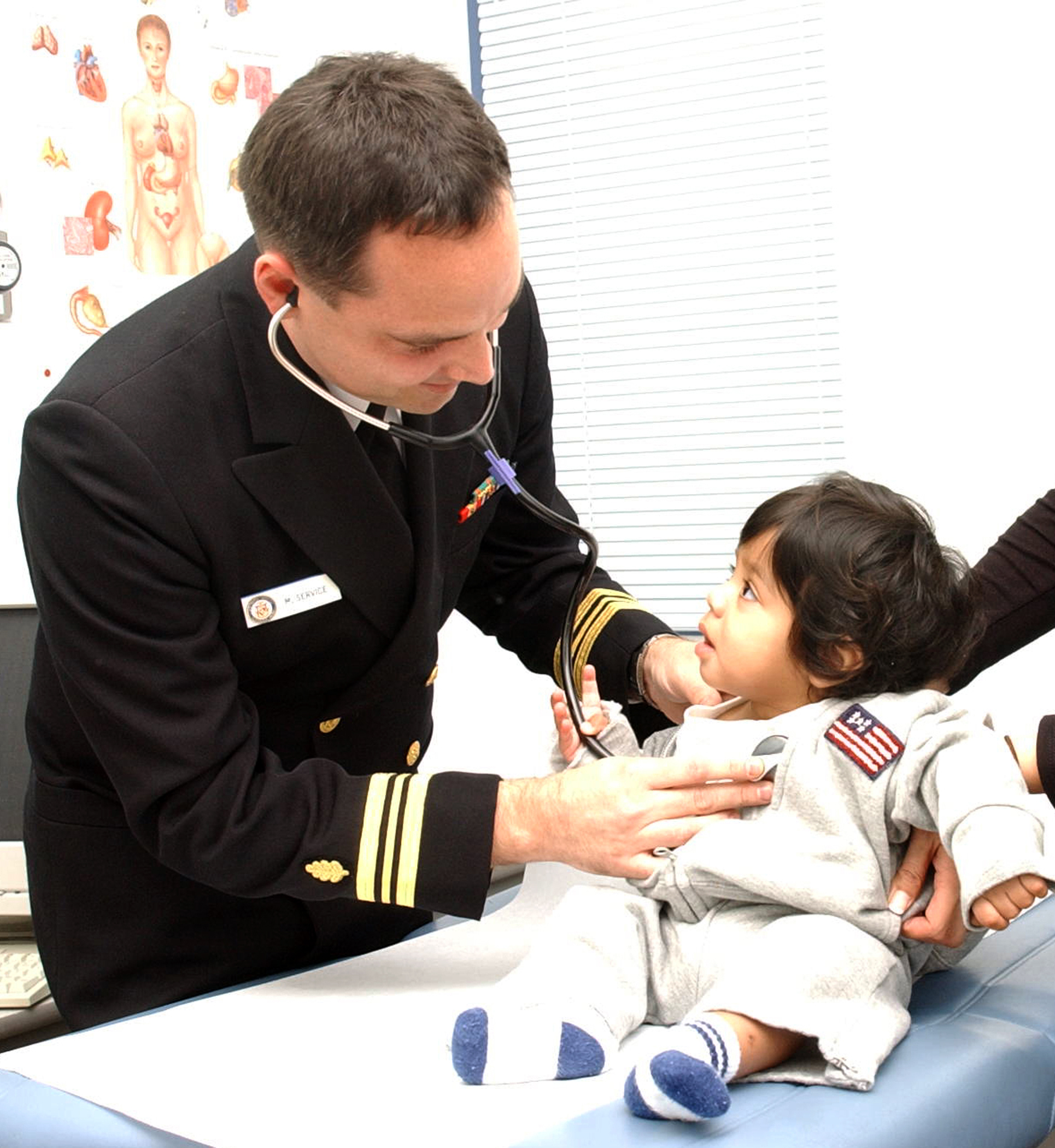
پرستار مرد وابسته به نیروی دریایی ایالات متحده آمریکا درحال معاینه بالینی یک کودک.

از دید عوام و آنچه امروزه در ذهن مردم عادی قرار دارد، پرستاری یک شغل مربوط به‌زنان محسوب می‌شود. نسبت پرستاران زن به مرد در بسیاری از کشورهای جهان، رابطه‌ای نامتعادل دارد و در کشور ایران، رابطه پرستاران تحصیلکرده مرد به زن، رابطه ۳ به ۷ و در برخی گزارش‌ها حتی ۱ به ۷ اعلام شده‌است.
رابطه نامتعادل مردان در پرستاری نسبت به زنان در دیگر کشورها نیز وجود دارد. در سال ۲۰۰۸ میلادی از حدود سه میلیون دانش‌آموخته پرستاری در آمریکا، تنها ۶/۵ درصد آن‌ها مرد بوده‌است.

## تاریخ
در تاریخ گذشته این رابطه گاهی برعکس بوده‌است. در دوره‌زمانی همه‌گیری طاعون در اروپا، بیش‌ترین مراقبین و پرستاران مرد بودند.
ایالت متحده آمریکا اما از پیش‌گامان آموزش پرستاری به مردان تاسال ۱۹۰۰ بود و البته مجمع پرستاران مرد آمریکا نیز در سال ۱۹۷۱ میلادی وبا هدف برپایی مکانی مشترک برای بحث و مبادله نظر بین مردان پرستار و در همین ارتباط برپا گردید.